# Provincia de Ferganá
Ferganá es una de las doce provincias que, junto con la república autónoma Karakalpakia y la ciudad capital Taskent, conforman la República de Uzbekistán. Su capital es la homónima Ferganá. Está ubicada al este del país, limitando al norte con Namangán y Andillán, al sur con Kirguistán y al oeste con Tayikistán. Con 6800 km² es la cuarta provincia menos extensa —por delante de Corasmia, Sirdarín y Andillán, la menos extensa—, con 2 600 000 habs. en 2010 es la segunda entidad más poblada —por detrás de Taskent (ciudad)— y con 382 hab/km², la tercera más densamente poblada, por detrás de Taskent (ciudad) y Andillán.
Dentro de la provincia se encuentra el distrito de Sokh.
El valle donde se encuentra la provincia de Ferganá tiene la particularidad de incluir varios enclaves fuera del territorio nacional uzbeko, entre ellos:
- Sokh y Shohimardon: Los dos enclaves más grandes y significativos de Uzbekistán en la región de Batken de Kirguistán.
- Vorukh y Kairragach: Los dos enclaves de Tayikistán en la región de Batken de Kirguistán.
- Sarvak: Un pequeño enclave de Uzbekistán en el valle de Ferganá, perteneciente a Tayikistán.

## Poblaciones
- Altyarık

- Datos: Q487089
- Multimedia: Fergana Region / Q487089